# Närsån
Närsån är en å på sydöstra Gotland. Närsån mynnar i Lausviken.
2007 invigdes Linnéstigen, en gångstig som sträcker sig längs ån. Stigen är skyltad med information om djuren, fåglarna och växterna som finns runt ån. En tradition som funnits i många år är idfisket i Närsån. 
Längs med ån finns också Gangvide Farm med kafé och kanotuthyrning.